# Liste der Monuments historiques in Presly
Die Liste der Monuments historiques in Presly führt die Monuments historiques in der französischen Gemeinde Presly auf.

## Liste der Objekte
| Bezeichnung          | Beschreibung           | Standort                        | Kennzeichnung | Schutzstatus | Datum | Bild |
| -------------------- | ---------------------- | ------------------------------- | ------------- | ------------ | ----- | ---- |
| Liturgische Gewänder | Stoff, 18. Jahrhundert | in der Kirche St-Caprais (Lage) | PM18001263    | Inscrit      | 2010  |      |